# Забуления Христос (Неапол)
„Забуленият Христос“ (на италиански: Cristo velato) е мраморна скулптура, дело на скулптора Джузепе Санмартино, запазена в Капела „Сансеверо“ в Неапол, Италия.
Произведението, създадено през 1753 г., се смята за един от най-големите скулптурни шедьоври в света и сред почитателите му е Антонио Канова, който след неуспешен опит да закупи произведението заявява, че е готов да даде десет години от живота си, за да създаде такъв шедьовър.

## История и описание
Скулптура е създадена по волята на принц Раймондо ди Сангро, който първоначално възнамерява да я постави в семейния мавзолей под параклиса. Днес каменна плоча показва точното място, предназначено в миналото за постамент на скулптурата. Изпълнението на „Забуления Христос“ първоначално е поверено на скулптора Антонио Корадини, който обаче умира скоро след това и оставя само модел, изработен от теракота, днес съхранен в музея „Сан Мартино“. След смъртта му изпълнението на скулптурата бива възложено на Джузепе Санмартино, от когото се иска да изработи мраморна скулптура в естествен размер, представляваща мъртвия Исус Христос, покрит с прозрачен саван, изваяни от един блок мрамор.
Следователно Санмартино създава творба, при която мъртвият Христос, който лежи на матрак, е покрит с воал, прилепващ идеално към тялото. С умението си неаполитанският скулптор успява да пресъздаде страданието, преживяно от Христос. Под композицията на савана могат да се видят по лицето и тялото следите от мъченическата смърт. До краката на Христос в края на скулптурата майсторът изсича и инструментите, употребени за Христовото мъчение: трънна корона, клещи и пирони.
Подписът на скулптора е поставен на гърба на пиедестала, под „дюшека“ː „Joseph Sammartino, Neap., fecit, 1753“.
В наши дни скулптурата „Забуления Христо“ се намира в центъра на Капела „Сансеверо“, пред главния олтар. Това обаче не е първоначалното ѝ местоположение. Някои снимки от началото на ХХ век я показват точно под скулптурата „Скромност“ на Антонио Корадини.

## Легенда за воала
Майсторски изработен, воалът поражда през вековете легенда, според която клиентът – известният учен и алхимик Раймондо ди Сангро, подсказал на скулптора как да преобразува тъканта в мраморни кристали. Всъщност за около три века много посетители на параклиса, поразени от възхитително изваяния воал, погрешно вярват, че това е резултат от алхимично „мрамориране“, извършено от принца чрез химичен процес.
В действителност внимателният анализ не оставя съмнение, че работата е направена изцяло от мрамор и това се потвърждава и от някои писма от онова време. Разписка от 16 декември 1752 г. за плащане на Санмартино, подписана от принца и съхранявана в Историческия архив на Неаполитанската банка. Самият Ди Сангро в някои писма описва воала като направен от същия блок на статуята, без да е използван какъвто и да е алхимичен процес.

## Реакции
Още през XVIII век много пътешественици посещават Неапол, за да се любуват на статуята. Твърди се, че Антонио Канова остава толкова впечатлен от творбата на Санмартино, че по време на посещение в Неапол се опитва да я купи. Сред множеството почитатели на скулптурата е и маркиз дьо Сад, който хвали драперията, фиността на воала, съвършените пропорции на човешкото тяло. Рикардо Мути също цени високо творбата, за което свидетелства фактът, че образът на Забуления Христос е избран за корица на режисираната от него постановка на „Реквиема“ на Моцарт. Писателят Ектор Бианчоти е обзет от Стендаловия синдром, докато се възхищава на воала. Сирийският поет Адонис смята „Забуления Христос“ за „най-красивата от всички скулптури на Микеланджело“.